# Steatoda ulleungensis
Steatoda ulleungensis är en spindelart som beskrevs av Paik 1995. Steatoda ulleungensis ingår i släktet vaxspindlar, och familjen klotspindlar. Inga underarter finns listade i Catalogue of Life.